# Karbin m/94
6,5 mm karbin m/94, kort 6,5 mm k m/94, är ett repetergevär i kaliber 6,5 × 55 mm, levererat till svenska Krigsmakten 1895–1918. Vapnet har ett 5-patronersmagasin, är 950 mm långt utan bajonett och väger 3,4 kg.
Vapnets ursprungliga officiella militära benämning blev i april 1895 6,5 mm karbin m/94, vilket vid okänt senare datum lär ha ändrats för att införliva sekeltalet "18", då benämnt 6,5 mm karbin m/1894, vilket kortades ner till enbart m/94 igen vid okänt tillfälle.

## Historia

### Anskaffning
Vapnet utvecklades i samband med utvecklingen av 6,5 mm gevär m/96 för att till det svenska infanteriet och kavalleriet anskaffa handeldvapen avsedda för röksvagt krut. Föregående vapen, till exempel Gevär m/1867 och Karbin m/1870, var avsedda för svartkrut. Den nya karbinen baserades på ett repetersystem utvecklat av det tyska företaget Mauser och utformades för att skjuta samma patron som den samutvecklade gevär m/96, vilket blev 6,5 mm skarp patron m/94.
Då vapnet baserades på Mausers repetersystem köptes inledningsvis cirka 10 000 exemplar direkt från tyska Mauser. Vapnet kom därefter att tillverkas hos Carl Gustafs stads gevärsfaktori i Eskilstuna i cirka 115 000 ytterligare exemplar.
Karbin m/94 var från början avsedd för svenska kavalleriet, artilleriet, ingenjörstrupperna, fortifikationen, trängtrupperna och infanteriets kuskar men kom runt sekelskiftet 1900 även att införskaffas av landstormens ungdomsförband och svenska flottan. I svenska flottan skrevs modellnummer med stort M för att markera att materielen tillhörde "Marinen", varav stavningen 6,5 mm karbin M/94 användes på flottans karbiner.

### Modifikationer
För bland annat Ingenjörstrupperna infördes år 1896 en modifikation på vapnet för att standardisera dem med gevär m/1896. Dessa benämndes karbin m/1894-96 och skilde sig från den vanliga karbin m/1894 genom att införliva likadana remfästen och gevärsrem som gevär m/1896. Konventionella karbiner m/1894 var istället försedda med en specialrem som träddes genom ett avlångt hål i kolven och fästes med ett spänne.
Då vapnet saknade bajonett kom svenska flottan vid okänt tillfälle att modifiera ett okänt antal av sina karbin m/94 till att kunna montera modifierade sabelbajonett m/1867 från gamla gevär m/1867. Då denna bajonett var mycket lång sattes monteringspunkten på pipans högra sidan några centimeter framför kolvens band. 
Mellan 1914 och 1918 byggdes merparten av karbin m/94 om och fick bajonettfäste. Dessa betecknades 6,5 mm karbin m/1894-14. En del nytillverkning skedde också 1932. För de ombyggda karbinerna infördes två typer av bajonetter, en för svenska armén och en för svenska flottan. I svenska armén infördes knivbajonett m/1914 som hade en totallängd på 46 cm med bladlängd om 33 cm. I svenska flottan infördes knivbajonett m/1915 som hade en totallängd på 63,5 cm med bladlängd på 50,5 cm. I jämförelse hade knivbajonett m/1896 för gevär m/1896 en totallängd på 33 cm och bladlängd om 21 cm.

### Tjänstgöring

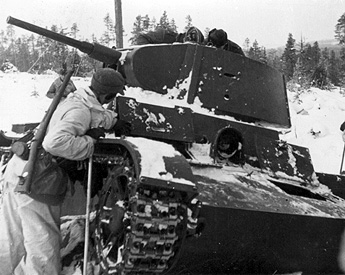
Svensk frivillig med karbin m/94 på ryggen under vinterkriget.

Under andra världskriget kom karbin m/94 att användas i strid av svenska frivilligkåren under vinterkriget. När landstormen avskaffades 1942 gick även deras vapen över till det ersättande hemvärnet. I hemvärnet användes det aktivt tills det ersattes med gevär m/38 i början av 1960-talet. Gevär m/38 var mer praktisk för fredstid då detta i motsats till karbin m/94 kunde utrustas med lösskjutningsanordning för att skjuta billig övningsammunition av trä.
Karbin m/94 används än idag som ceremoniellt vapen av de skvadroner som genomför beriden vaktparad, vilka använder karbin m/94-14B tillsammans med knivbajonett m/1914.

## Varianter

### Karbiner

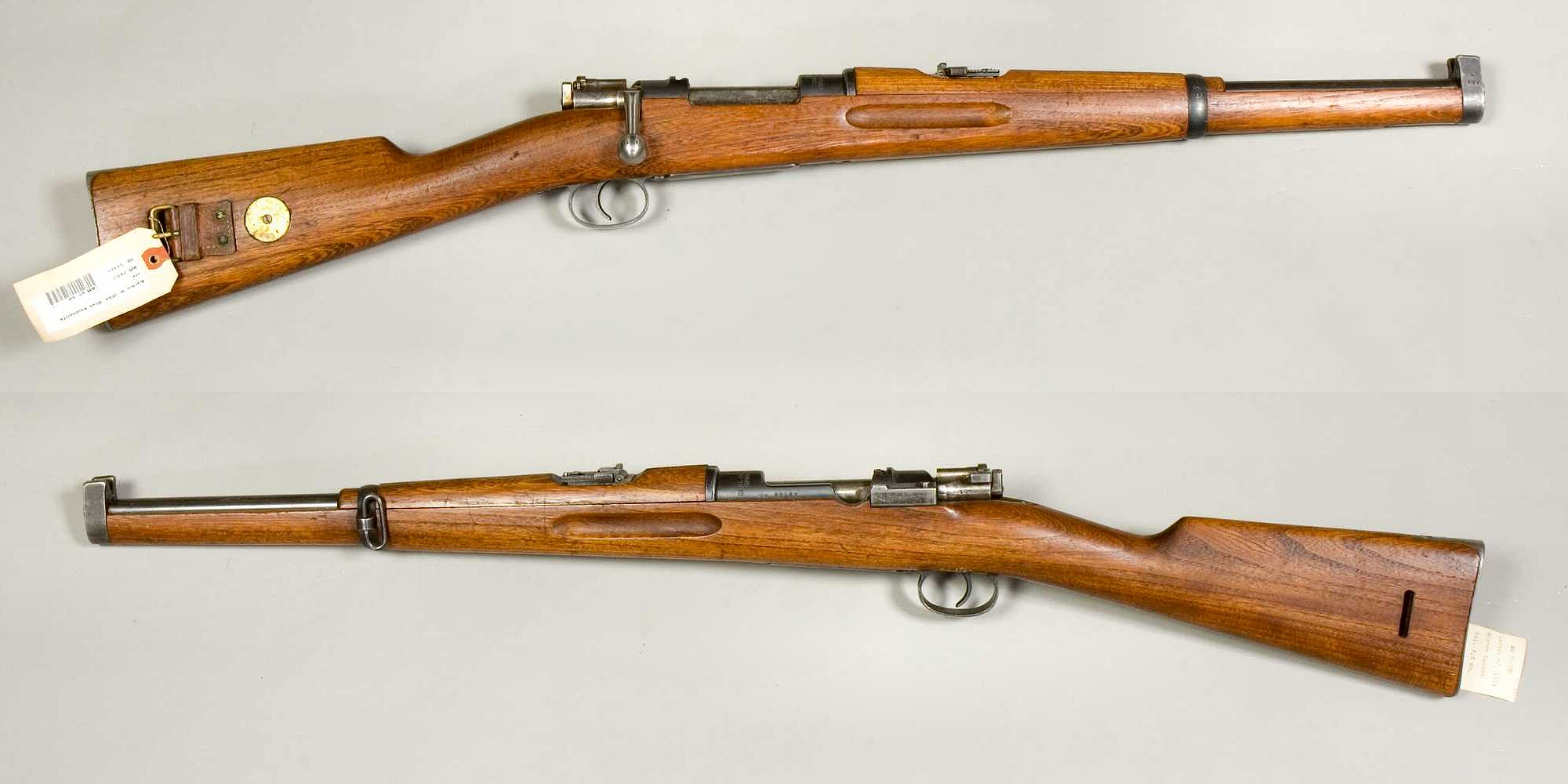
6,5 mm karbin m/94 6,5 mm karbin M/94[c] Ursprunglig modell utan bajonettfäste.
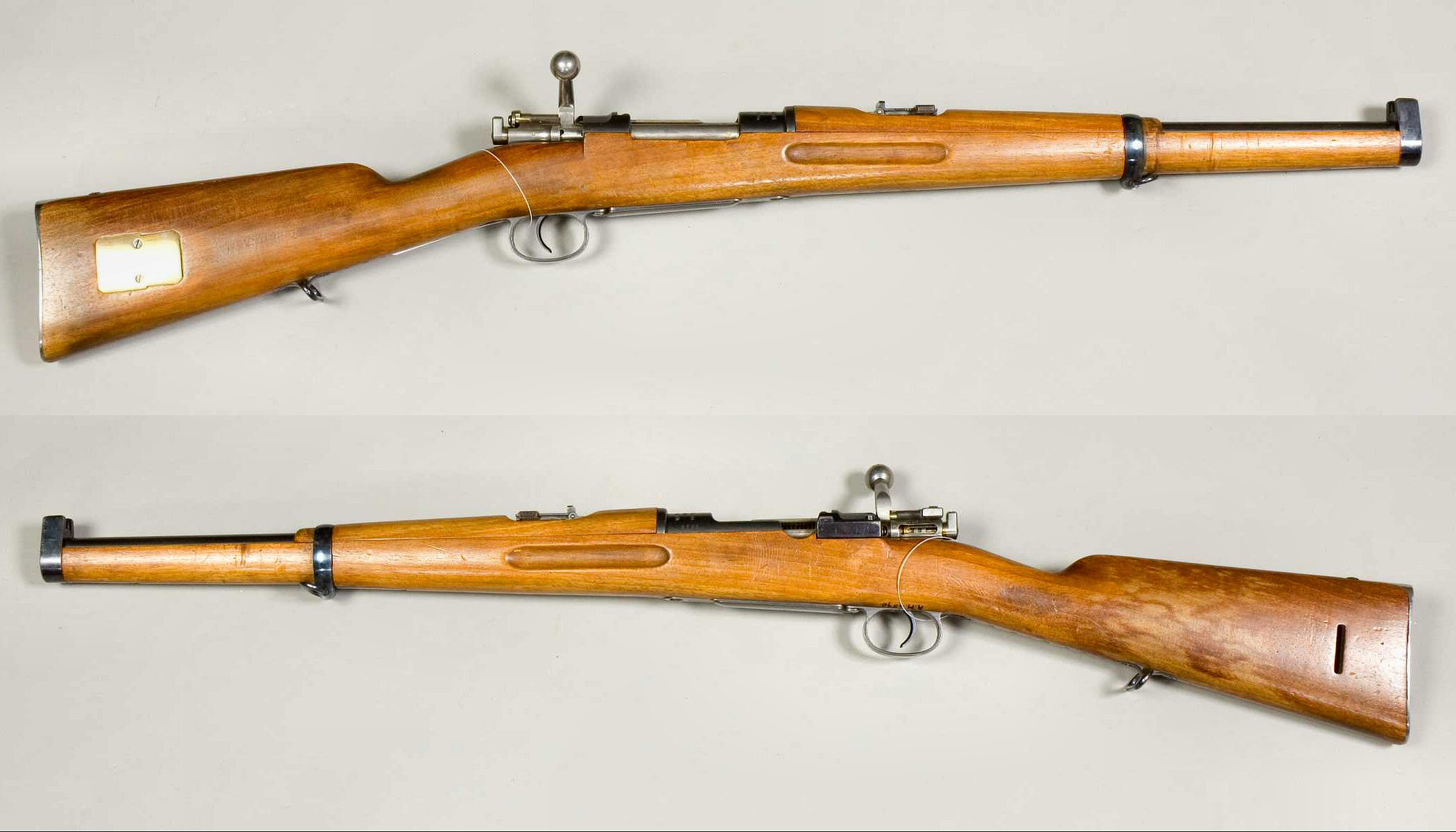
6,5 mm karbin m/94-96 Modell från 1896 utan bajonettfäste och med gevär m/96 remfästen.
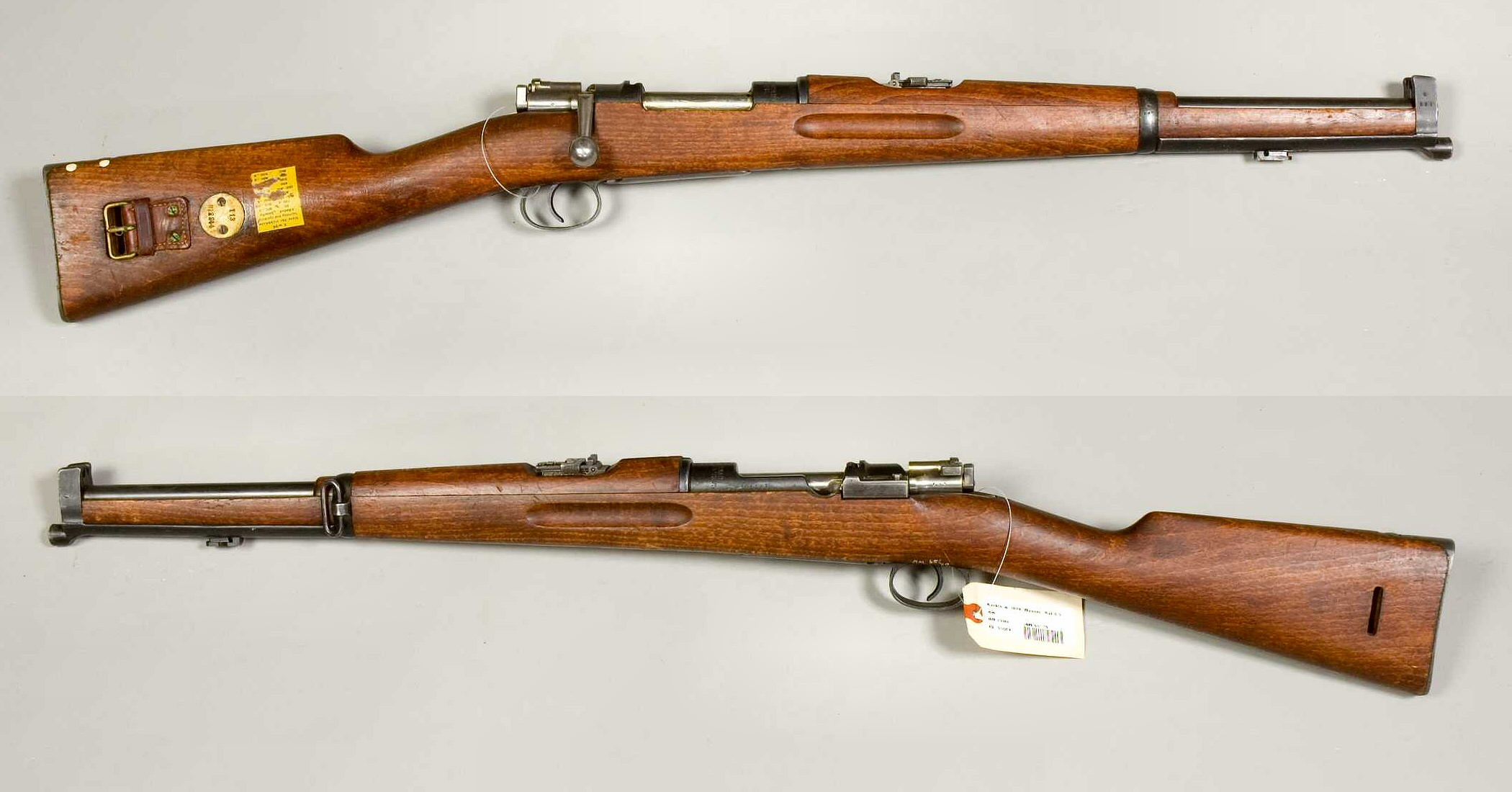
6,5 mm karbin m/94-14 6,5 mm karbin M/94-14[c] Modell från 1914 med bajonettfäste.

### Bajonetter

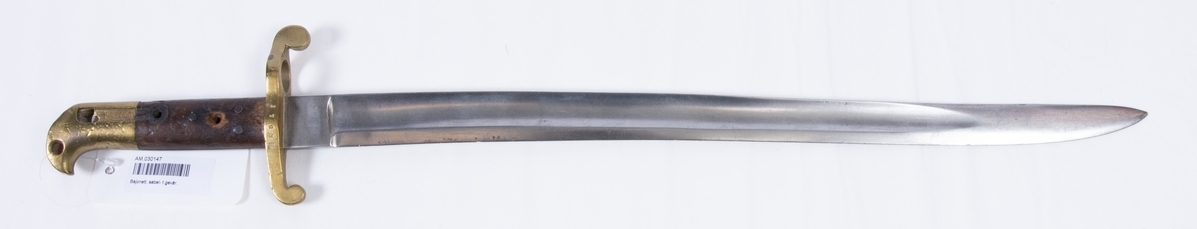
Sabelbajonett M/1867 Användes på svenska flottans tidigt modifierade 6,5 mm karbin M/94.[c]
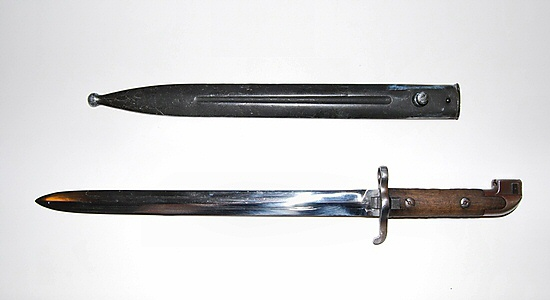
Knivbajonett m/1914 Totallängd: 460 mm bladlängd: 330 mm Användes på svenska arméns 6,5 mm karbin m/94-14.
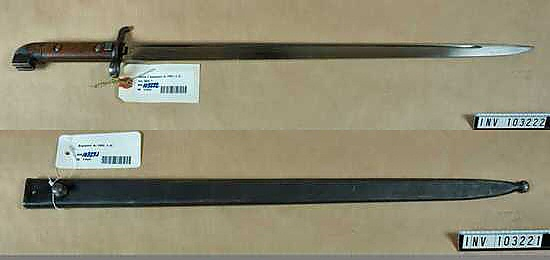
Knivbajonett M/1915 Totallängd: 635 mm bladlängd: 505 mm Användes på svenska flottans 6,5 mm karbin M/94-14.[c]